# Toyotomi Hideyoshi
Toyotomi Hideyoshi (Japans: 豊臣秀吉) (Nakamura-ku, Nagoya, 1536 – Kasteel Fushimi-Momoyama, 18 september 1598) is een van de meest opmerkelijke mannen uit de Japanse geschiedenis. In navolging van zijn heer Oda Nobunaga, slaagde hij erin Japan te verenigen. Later zou hij Korea binnenvallen. Hij is ook bekend om zijn culturele nalatenschap, waaronder de wet waarin stond dat alleen personen uit de samuraikaste wapens mochten dragen.

## Jeugd en opkomst
Hideyoshi werd geboren als zoon van een boer, genaamd Yaemon, in de provincie Owari, die beheerst werd door daimyō Oda Nobuhide, de vader van de later zo succesvolle Oda Nobunaga. Hij droeg als kind de naam Hiyoshimaru, en was van een zo eenvoudige komaf dat hij geen achternaam had. De achternaam Kinoshita die hij in het begin van zijn carrière gebruikte was in werkelijkheid afkomstig van de broers van zijn vrouw. Volgens Maeda Toshiie had Hideyoshi de erfelijke afwijking polydactylie. Aan zijn rechterhand had Hideyoshi twee duimen, waarbij hij ervoor koos om zijn tweede duim niet af te snijden zoals toen gebruikelijk was.
In zijn jeugd sloot hij zich aan bij de Oda-clan als lage dienaar. Hideyoshi werd opgemerkt vanwege zijn vindingrijkheid, en wist zich ondanks zijn lage afkomst op te werken tot een van Nobunaga's belangrijkste generaals, waarna hij de naam Toyotomi Hideyoshi aannam.
In 1561 trouwde hij met Nene.

## Unificatie en regentschap
In 1582 werd Oda Nobunaga vermoord door Akechi Mitsuhide, een van zijn generaals, die tegen hem opstond. Hideyoshi wist vervolgens Mitsuhide in de slag bij Yamazaki te verslaan. Akechi ontkwam, maar werd later door boeren gedood.
Nobunaga's generaals kwamen bij elkaar om te bepalen hoe het bestuur geregeld moest worden. Ze stelden de beslissing feitelijk uit door Nobunaga's driejarige kleinzoon Sanbōshi formeel als erfgenaam te benoemen. Hierna ontstond een machtsstrijd tussen Hideyoshi en Shibata Katsuie. De laatste steunde Nobunaga's zoon Kanbe Nobutaka, terwijl Hideyoshi partij koos voor Sanbōshi. Hideyoshi's troepen bleken de sterkste, en het volgende jaar (1583) zagen zowel Katsuie als Nobutaka zich gedwongen ritueel zelfmoord te plegen.
Hideyoshi en zijn belangrijkste generaal, Tokugawa Ieyasu, breidden daarna het gebied van Nobunaga, dat voornamelijk bestond uit Centraal-Japan, de regio rond Kioto, verder uit. Shikoku werd geannexeerd in 1585, Kyushu in 1587 en Kanto in 1590. Hiermee was de hereniging van Japan een feit, en was het Sengoku jidai-tijdperk ten einde.
Hideyoshi wilde Shogun worden omdat deze functionaris, en niet de keizer, de werkelijke heerser van Japan was. De keizer kon hem, vanwege Hideyoshi's geringe komaf, deze titel niet verlenen. Hideyoshi probeerde daarom de 13e Muromachi Shōgun, Ashikaga Yoshiaki, te overtuigen hem als zoon te adopteren. Yoshiaki weigerde. Hideyoshi was hierdoor genoodzaakt om in 1585 de titel van Kampaku (regent) aan te nemen in navolging van de Fujiwara-regenten. In 1591 legde hij zijn functie neer om plaats te maken voor zijn adoptiezoon Hidetsugu. Hideyoshi werd Taiko (teruggetrokken regent) maar ging op de achtergrond door met het uitoefenen van zijn macht en invloed.

## De relatie met de katholieke missie

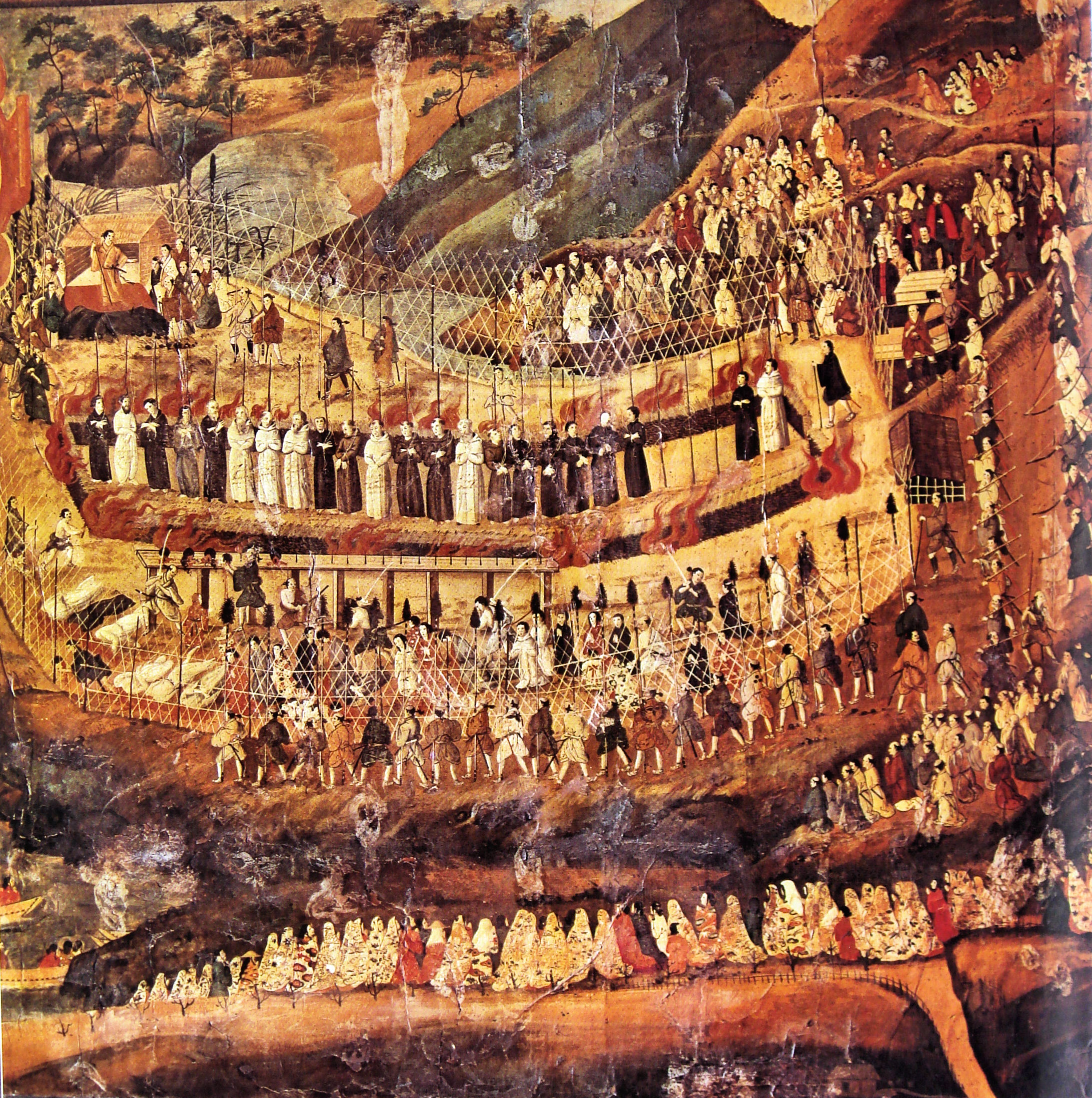
Japanse prent van de kruisigingen uit 1597

De eerste Portugese schepen waren in 1543 in het land gearriveerd. Sinds 1549 was een missie van de jezuïeten in Japan aanwezig. Vanaf 1593 waren er ook enkele Spaanse franciscanen en dominicanen aanwezig. Eind zestiende eeuw waren er ongeveer 230.000 Japanners die tot het christendom waren overgegaan. Ongeveer 120 Europese missionarissen waren in Japan aanwezig. Aanvankelijk onderhield ook Hideyoshi de redelijke verhoudingen met de missie die er tijdens de periode van Oda Nobunaga waren. Aan het eind van zijn leven kwam daarin een ommekeer.
In 1596 leed een Spaans schip, de San Felipe,  schipbreuk aan de Japanse kust. Het schip had een zeer kostbare lading aan boord. In de literatuur komt een versie voor, waarin de kapitein na de redding zou opgemerkt hebben dat de Spaanse koning het voornemen had Japan via het christendom te veroveren. Er zijn ook historici die aannemen dat dit verhaal verzonnen is om Hideyoshi de gelegenheid te geven de vracht van het schip in beslag te nemen en de opbrengst daarvan te gebruiken voor zijn Koreaanse campagnes. Ook onder het Japanse recht kon Hideyoshi de lading van een gestrand schip niet zonder meer confisqueren. Hideyoshi zou een uitweg gezocht hebben in het verbieden van de missie en het uitwijzen van de in Japan aanwezige missionarissen. De aanwezige franciscanen bleven aandringen op overdracht van de geborgen lading aan de Spaanse kapitein.
Het resultaat was dat het volgende jaar negen missionarissen – allen franciscanen – en zeventien Japanse christenen werden gekruisigd. Het bevel aan missionarissen om het land te verlaten werd overigens hierna niet gehandhaafd. De maatregel werd in 1614 herbevestigd en vanaf die periode begon ook een meer systematische vervolging van de missie.

## Invasie van Korea

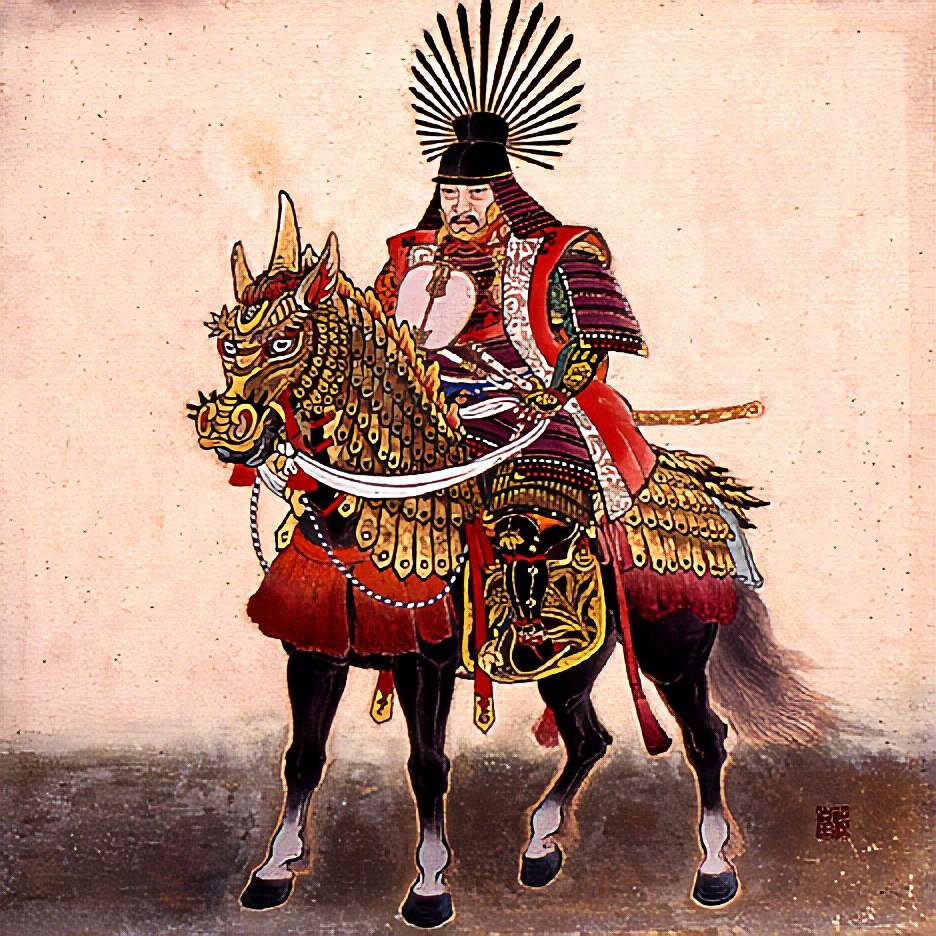
Toyotomi Hideyoshi te paard

Hideyoshi gebruikte diplomatie om de relatie met de Ming-dynastie te verbeteren. De Japanse kustpiraten, de Wakō, die actief waren in de Gele Zee en de Zuid-Chinese Zee, werden aangepakt. In 1592 begon hij zijn plan voor annexatie van Korea met de Slag om Bunroku. Binnen een maand liepen Hideyoshi's generaals bijna geheel Korea onder de voet. De Koreanen, onder leiding van Yi Sun-sin en met hulp van Ming China, verdreven de Japanners in december 1592. In 1596 lanceerde Hideyoshi opnieuw een invasie van Korea. Bij de Slag bij Keicho was de gezamenlijke verdediging van Korea en China goed voorbereid. De slag resulteerde in een patstelling. In 1598 stierf Hideyoshi, die een machtsvacuüm achterliet. Hideyoshi's minderjarige zoon, Hideyori, was in naam zijn opvolger. In de Raad van Vijf Regenten, de go-tairō (五大老), vond echter een machtsstrijd plaats. Uiteindelijk kwam Tokugawa Ieyasu als overwinnaar naar voren.

## Kunstenaar Utamaro
De Japanse kunstenaar Kitagawa Utamaro maakte in 1804 een aantal houtsneden met Hideyoshi als onderwerp. Hij baseerde die houtsneden op een verboden boek. Op grond hiervan werd Utamaro veroordeeld tot 3 dagen gevangenisstraf gevolgd door 50 dagen huisarrest met geboeide handen. 